# Ålands gymnasium

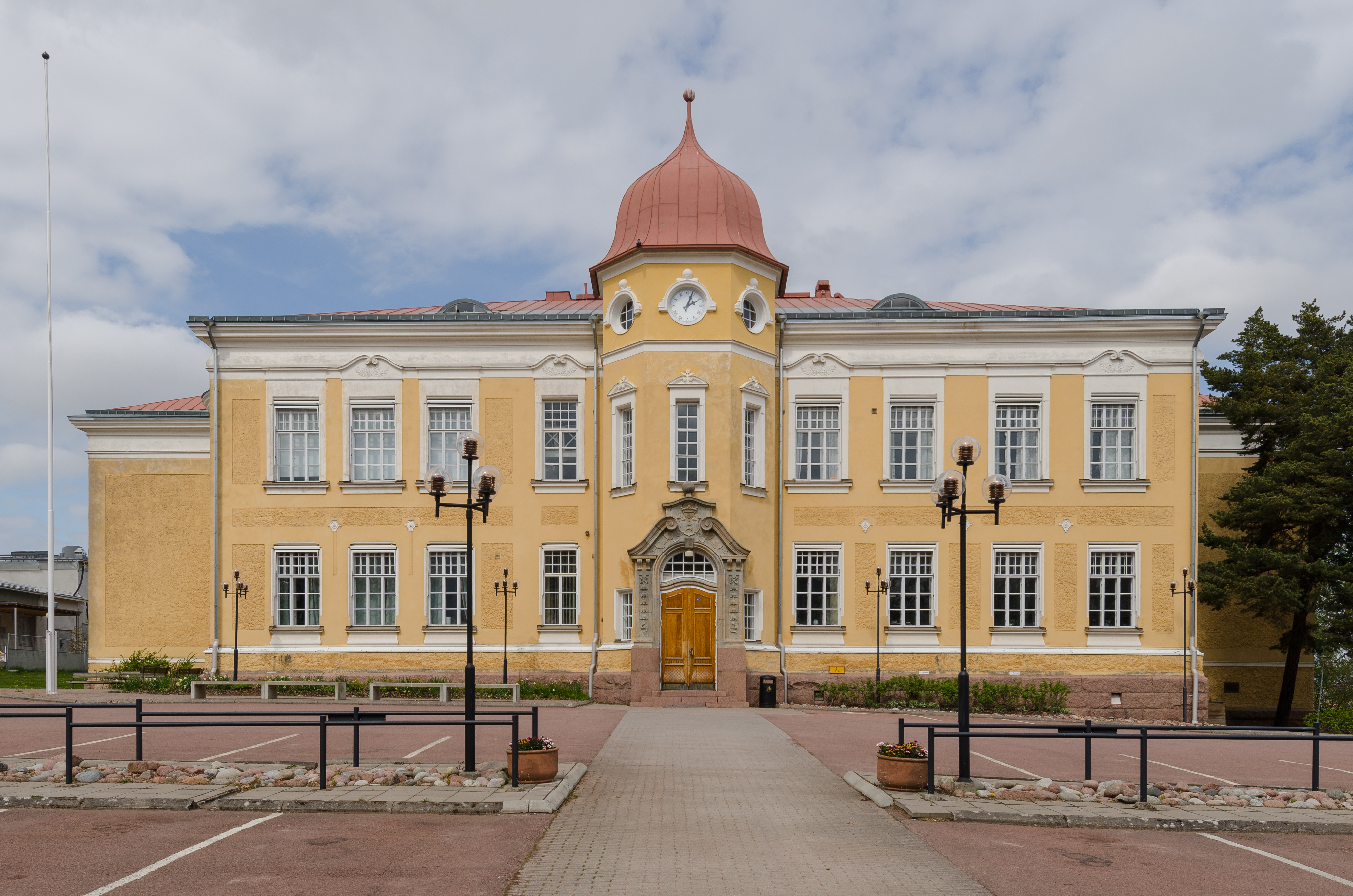
Ålands lyceum.

Ålands gymnasium är en förvaltningsmyndighet på Åland. Myndigheten har ansvar för verksamheten vid skolorna Ålands lyceum och Ålands yrkesgymnasium. Myndigheten lyder under Ålands landskapsregering.  
Ålands gymnasium erbjuder också vuxenutbildning så som lärovavtal, fristående examina och kompetensgivande kurser inom ramen för Ålands yrkesgymnasium.
De båda skolorna erbjuder gymnasiala utbildningar som tidigare var fördelade på egna skolor, såsom Ålands handelsläroverk, Ålands hotell- och restaurangskola, Ålands lyceum, Ålands sjömansskola, Ålands vårdinstitut, Ålands yrkesskola.

## Ålands lyceum
Vid Ålands lyceum ges allmänbildande gymnasieutbildning. Slutförda studier leder till en allmänbildande gymnasieexamen. I den ingår ett gymnasieexamensbetyg och ett studentexamensbetyg. Utbildningen förbereder de studerande för högskolestudier eller andra på gymnasieutbildning baserade studier. Undervisningen indelas i ett fastställt antal obligatoriska kurser samt valfria kurser.

## Ålands yrkesgymnasium
Ålands yrkesgymnasium ger grundläggande yrkesutbildning inom olika utbildningsprogram. Slutförda studier leder till en gymnasieexamen med yrkesinriktning. Utbildningsprogrammen är både praktiska och teoretiska och förbereder för ett självständigt yrkesutövande eller fortsatta studier högskolestudier.
Yrkesutbildningen på Åland tar sikte på områden som har naturliga utvecklingsmöjligheter i samhället. Innehåll och kunskapssyn ger de studerande förutsättningar att själva kunna delta i skapandet av arbetsplatser. Utbildningen ska vara mångsidig och bred, ge valfrihet och flexibilitet och förbereda för företagsamhet, hållbar utveckling, livslångt lärande och dessutom svara mot olika studerandes varierande behov och förutsättningar.